# Pembroke (Kentucky)
Pour les articles homonymes, voir Pembroke.
Pembroke est une ville américaine située dans le comté de Christian, dans le Kentucky. Selon le recensement de 2020, sa population est de 865 habitants.